# Parviainen
Parviainen är en by i Keräsjokis dalgång invid Keräsjokiån i Nedertorneå socken i Haparanda kommun. Parviainen ligger 6 kilometer söder om Kattilasaari och 7 kilometer norr om Nikkala.
I Parvianen var skolan för Keräsjokis dalgång förlagd fram till slutet på 1960-talet.
Krigsmakten (nuvarande Försvarsmakten) har även haft viktig verksamhet i trakterna av Parviainen. Detta i form en topphemlig anläggning bestående av 3 stycken 12 cm kanoner från stadsjagarna Norrköping (pjäs 30) och Visby (pjäs 35-36) insprängda i berget vid Rauma. Dessa kanoner gjorde att berggrunden under alla hus i byarna dallrade rejält, då sista offensiven genomfördes under första halvan på 90-talet, i form av repövningen Gränsrepet. I och med avvecklingen av invasionsförsvaret har dessa tre kanoner som en gång i tiden tjänstgjort på någon av vår flottas stolta stadsjagare slutit cirkeln i fredens tjänst, genom att gå till smältverket för att tjänstgöra i ny skepnad för civilt bruk.